# Vera Ilina
Vera Ilina (n. 20 februarie 1974, Moscova, RSFS Rusă, URSS) este o săritoare în apă ce a reprezentat Rusia, medaliată olimpică. A participat la 4 ediții ale Jocurilor Olimpice (1992, 1996, 2000, 2004) în care a câștigat o medalie de aur și o medalie de argint.